# CALUX-Bioassay
Der CALUX-Bioassay (engl. Chemical Activated LUciferase gene eXpression) ist ein biologischer Test zur Detektion spezifischer Chemikalien oder Chemikalienklassen in Proben. Er basiert auf der Bindung von Liganden an Kernrezeptoren in genetisch veränderten Zellen, die daraufhin Licht erzeugen, das gemessen wird. Dieser Test wird häufig zur Analyse von Dioxinen und hormonähnlichen Verbindungen eingesetzt.

## Funktionsweise
Der CALUX-Bioassay basiert auf einer genetisch modifizierten Zelllinie, die stabil mit einem DNA-Konstrukt transfiziert wurde. Dieses Konstrukt enthält ein Luciferase-Reportergen unter der Kontrolle von rezeptorspezifischen DNA-Antwortelementen. Diese Elemente können die Transkription des eingefügten Luciferase-Gens stimulieren und das lichtemittierende Enzym produzieren, welches einfach gemessen werden kann. Die DNA-Antwortelemente können variiert werden, um Bindungsstellen für verschiedene Rezeptoren zu schaffen, die durch bestimmte Chemikalien oder Chemikalienklassen reguliert werden. Dies ermöglicht die Entwicklung zahlreicher CALUX-Bioassays für die Detektion verschiedener Chemikalien von Interesse.

## Anwendungen

### Dioxin-Screening
Der am häufigsten verwendete CALUX-Bioassay ist der AhR-responsive (AhR-CALUX) Bioassay, der zur Detektion von Dioxinen und dioxinähnlichen Verbindungen in Probenextrakten eingesetzt wird. Er basiert auf dem molekularen Mechanismus, durch den der Arylhydrocarbon-Rezeptor (AhR) die Genexpression aktiviert. AhR-CALUX wird von Forschern und Unternehmen genutzt, um auf das Vorhandensein von Dioxinen und dioxinähnlichen Verbindungen in einer Vielzahl von biologischen und Umweltmatrizen, kommerziellen und Verbraucherprodukten sowie in Lebens- und Futtermitteln zu testen.

### Hormonaktive Stoffe
Umweltchemikalien mit hormonähnlicher Aktivität werden mit ähnlichen Bioassays nachgewiesen, darunter der Estrogen-Rezeptor-responsive CALUX (ER-CALUX) und der Androgen-Rezeptor-responsive CALUX (AR-CALUX).

## Vorteile
Der CALUX-Bioassay ist eine effektbasierte Screening-Methode, die den Gesamteffekt von Liganden auf einen bestimmten Rezeptor misst. Anders als bei der chemischen Analyse erfasst CALUX die Gesamtaktivität am untersuchten Rezeptor, einschließlich bekannter und unbekannter Aktivatoren und Hemmstoffe. Diese Methode ist besonders kostengünstig, vor allem bei der Messung von Dioxinen und ähnlichen Chemikalien im Vergleich zu aufwändigen Verfahren wie der Gaschromatographie-Hochauflösungs-Massenspektrometrie. Ein weiterer Vorteil ist der hohe Durchsatz: Da der Test auf 96-Well-Titerplatten durchgeführt wird, können viele Proben gleichzeitig untersucht werden.

## Einschränkungen
Der CALUX-Bioassay hat einige Einschränkungen: Er liefert nur eine Messung des Gesamtspiegels von AhR-aktiven Dioxinen und verwandten dioxinähnlichen Chemikalien in einem Probenextrakt, ohne spezifische Kongenere zu bestimmen. Für die Identifizierung einzelner Kongenere ist eine GC-HRMS-Analyse nötig. Zudem zeigt der Test eine begrenzte Sensitivität für bestimmte Verbindungen wie mono-ortho-PCB, was durch den Einsatz von Referenzproben ausgeglichen werden kann. Trotz dieser Limitationen hat sich der CALUX-Bioassay als wertvolles Instrument in der Umwelt- und Lebensmittelüberwachung sowie in der Arzneimittelforschung bewährt und wird stetig weiterentwickelt und validiert.